# العلاقات البحرينية الجورجية
العلاقات البحرينية الجورجية هي العلاقات الثنائية التي تجمع بين البحرين وجورجيا.

## مقارنة بين البلدين
هذه مقارنة عامة ومرجعية للدولتين:
| وجه المقارنة                                              | البحرين       | جورجيا                          |
| --------------------------------------------------------- | ------------- | ------------------------------- |
| المساحة (كم2)                                             | 765           | 69.70 ألف                       |
| عدد السكان (نسمة)                                         | 1.49 مليون    | 3.72 مليون                      |
| الكثافة السكانية (ن./كم²)                                 | 194.77 ألف    | 53.37                           |
| العاصمة                                                   | المنامة       | تبليسي، كوتايسي                 |
| اللغة الرسمية                                             | اللغة العربية | اللغة الجورجية، اللغة الأبخازية |
| العملة                                                    | دينار بحريني  | لاري جورجي                      |
| الناتج المحلي الإجمالي (بليون دولار)                      | 35.31 مليار   | 15.16 مليار                     |
| الناتج المحلي الإجمالي (تعادل القوة الشرائية) بليون دولار | 64.16 مليار   | 35.68 مليار                     |
| الناتج المحلي الإجمالي الاسمي للفرد دولار أمريكي          | 22.60 ألف     | 3.79 ألف                        |
| الناتج المحلي الإجمالي للفرد دولار أمريكي                 | 45.50 ألف     |                                 |
| مؤشر التنمية البشرية                                      | 0.824         | 0.754                           |
| رمز المكالمات الدولي                                      | +973          | +995                            |
| رمز الإنترنت                                              | .bh           | .ge، .გე ‏                       |
| المنطقة الزمنية                                           | ت ع م+03:00   | ت ع م+04:00                     |

## منظمات دولية مشتركة
يشترك البلدان في عضوية مجموعة من المنظمات الدولية، منها:
| علم المنظمة | اسم المنظمة                   | تاريخ انضمام البحرين | تاريخ انضمام جورجيا |
| ----------- | ----------------------------- | -------------------- | ------------------- |
|             | يونسكو                        | 18 يناير 1972        | 7 أكتوبر 1992       |
|             | الفريق المعني برصد الأرض      | ?                    | ?                   |
|             | مؤسسة التمويل الدولية         | 22 سبتمبر 1995       | 29 يونيو 1995       |
|             | منظمة التجارة العالمية        | ?                    | 14 يونيو 2000       |
|             | الاتحاد البريدي العالمي       | ?                    | ?                   |
|             | الاتحاد الدولي للاتصالات      | 1975                 | 7 يناير 1993        |
|             | الأمم المتحدة                 | 21 سبتمبر 1971       | 31 يوليو 1992       |
|             | البنك الدولي للإنشاء والتعمير | 15 سبتمبر 1972       | 7 أغسطس 1992        |
|             | المنظمة الهيدروغرافية الدولية | ?                    | ?                   |

## وصلات خارجية
- موقع وزارة الخارجية البحرينية
- موقع وزارة الخارجية الجورجية